# ヘヴンリー (フランスのバンド)
ヘヴンリー（HEAVENLY）は、フランスのパワーメタルバンドである。
ギターのフレデリク・ルクレールがベーシストとしてドラゴンフォースへ加入した。
2012年、6枚目のアルバムの制作をすることが発表されたが、2015年現在、6枚目のアルバムの発売日についてや今後の活動についての具体的な公式発表がない状態が続いている。

## メンバー

### 現在のメンバー
- ベン・ソット (Ben Sotto) - ボーカル
- オリヴィエ・ラポーズ (Olivier Lapauze) - ギター
- フレデリック・ジェイ＝シュミット (Frédéric Geai-Schmitt) - ベース
- ニコラ・マルコ (Nicolas Marco) - キーボード
- ピエール＝エマニュエル・デフレ (Pierre-Emmanuel Desfray) - ドラムス
フェアリーランドでも活動。

### 元メンバー
- アンソニー・パーカー (Anthony Parker) - ギター
フェアリーランドでも活動。
- クリス・サヴォーレ (Chris Savourey) - ギター
- フレデリク・ルクレール (Frédéric Leclercq) - ギター
2019年8月までドラゴンフォースでベースを担当した[1]。クリーターでも活動。
- シャルリー・コービュー (Charley Corbiaux) - ギター
- ローラン・ジャン (Laurent Jean) - ベース
- ピエール＝エマニュエル・ペリソン (Pierre-Emmanuel Pélisson) - ベース
- マチュー・ジェヴルー・プラナ (Matthieu Gervreau Plana) - ベース
- マクサンス・ピロ (Maxence Pilo) - ドラムス
- トマ・ダ・ネヴェ (Thomas Das Neves) - ドラムス

## ディスコグラフィー
- 2000年　Coming from the Sky
- 2001年　Sign of the Winner
- 2004年　Dust to Dust
- 2006年　Virus
- 2009年　Carpe Diem